# 第六季超級籃球聯賽季後賽
SBL第六季季後賽，這一季的季後賽採五戰三勝制，率先拿到三勝的球隊，將挺進冠賽。第一輪賽事由璞園建築出戰達欣工程，另一場賽事由台灣啤酒出戰裕隆納智捷，最終由達欣工程和台灣啤酒都以3比0的成績擊敗璞園建築和裕隆納智捷。

## 季後賽
| 5月8日 18:00 |

|  |

| 達欣工程 88–70 璞園建築               |
| 每節分數： 24–27、20–13、22–16、22–14 |

| 5月8日 20:00 |

|  |

| 裕隆納智捷 68–78 台灣啤酒             |
| 每節分數： 18–15、14–22、22–13、19–23 |

| 5月9日 17:00 |

|  |

| 璞園建築 93–96 達欣工程               |
| 每節分數： 19–29、20–18、24–21、28–30 |

| 5月9日 19:00 |

|  |

| 台灣啤酒 87–82 裕隆納智捷（OT）                 |
| 每節分數： 18–18、19－22、19–22、20–14、： 11–6 |

| 5月10日 17:00 |

|  |

| 達欣工程 97–88 璞園建築               |
| 每節分數： 26–25、22–20、21–19、28–24 |

| 5月10日 19:00 |

|  |

| 裕隆納智捷 79–89 台灣啤酒             |
| 每節分數： 23–13、20–22、17–26、19–28 |